# The First Tour of the Angels
The First Tour of the Angels foi uma turnê da banda finlandesa de metal sinfônico Nightwish, realizada para promover o álbum Angels Fall First (1997). A turnê teve início na noite de 31 de dezembro de 1997 em Kitee, cidade natal da banda, cujo também foi a primeira apresentação oficial da história do grupo. Em seguida, houve apenas mais sete concertos ao longo do ano de 1998 na Finlândia, pois a vocalista Tarja Turunen ainda tinha que terminar seus estudos, e o guitarrista Emppu Vuorinen e o baterista Jukka Nevalainen possuíam obrigações militares a cumprir.
Durante a turnê, a banda contou com a participação dos membros de apoio Samppa Hirvonen no baixo, e Marianna Pellinen
no teclado e vocais de apoio. Algumas filmagens do último show da turnê em 13 de novembro de 1998 — cujo também marcou a estreia ao vivo do baixista Sami Vänskä — foram utilizadas no videoclipe da canção "Sacrament of Wilderness", que foi lançada como single do segundo álbum Oceanborn (1998). Imagens raras do primeiro concerto também foram disponibilizadas no segundo DVD do grupo, End of Innocence, em 2003.

## Repertório
O repertório abaixo é constituído do primeiro show da turnê, realizado em 31 de dezembro de 1997 em Kitee, Finlândia, não sendo representativo de todos os concertos.
1. "Elvenpath"
2. "The Carpenter"
3. "Tutankhamen"
4. "Angels Fall First"
5. "Know Why the Nightingale Sings"
6. "Astral Romance"
7. "Beauty and the Beast"

- A canção "Sacrament of Wilderness", que viria a ser incluída em dezembro de 1998 no segundo álbum da banda, Oceanborn, foi tocada no último show em Kitee, Finlândia, e filmagens da performance foram posteriormente usadas em seu videoclipe oficial.[4]

## Datas
Todas as datas estão de acordo com o website oficial da banda.
| Data                    | Cidade      | País      | Local       |
| ----------------------- | ----------- | --------- | ----------- |
| Europa                  |             |           |             |
| 31 de dezembro de 1997  | Kitee       | Finlândia | Huvikeskus  |
| 9 de janeiro de 1998    | Helsinque   | Finlândia | Lepakko     |
| 13 de fevereiro de 1998 | Helsinque   | Finlândia | Tavastia    |
| 14 de fevereiro de 1998 | Pori        | Finlândia | Jungle Jane |
| 25 de fevereiro de 1998 | Joensuu     | Finlândia | Kellari     |
| 27 de fevereiro de 1998 | Jyväskylä   | Finlândia | Lutakko     |
| 6 de março de 1998      | Siilinjärvi | Finlândia | Huvikumpu   |
| 13 de novembro de 1998  | Kitee       | Finlândia | Huvikeskus  |

## Créditos
Banda
- Tuomas Holopainen – teclado
- Emppu Vuorinen – guitarra
- Tarja Turunen – vocais
- Jukka Nevalainen – bateria
- Sami Vänskä – baixo (em 13 de novembro de 1998)

Músicos convidados
- Samppa Hirvonen – baixo
- Marianna Pellinen – teclado, vocal de apoio